# 埃科勒河畔穆瓦尼
埃科勒河畔穆瓦尼（法語：Moigny-sur-École，法語發音：[mwaɲi syʁ ekɔl] ⓘ）是法国法兰西岛大区埃松省的一个市镇，属于埃夫里区。

## 地理
埃科勒河畔穆瓦尼（48°25'58"N, 2°27'25"E）面积12.23 平方千米，位于法国法蘭西島大區埃松省，该省份为法国北部内陆省份，北起上塞纳省和马恩河谷省，西接厄尔-卢瓦省和伊夫林省，南至卢瓦雷省，东临塞纳-马恩省。
与埃科勒河畔穆瓦尼接壤的市镇（或旧市镇、城区）包括：维代勒、埃松河畔布蒂尼、库朗斯、达讷穆瓦、米伊拉福雷。

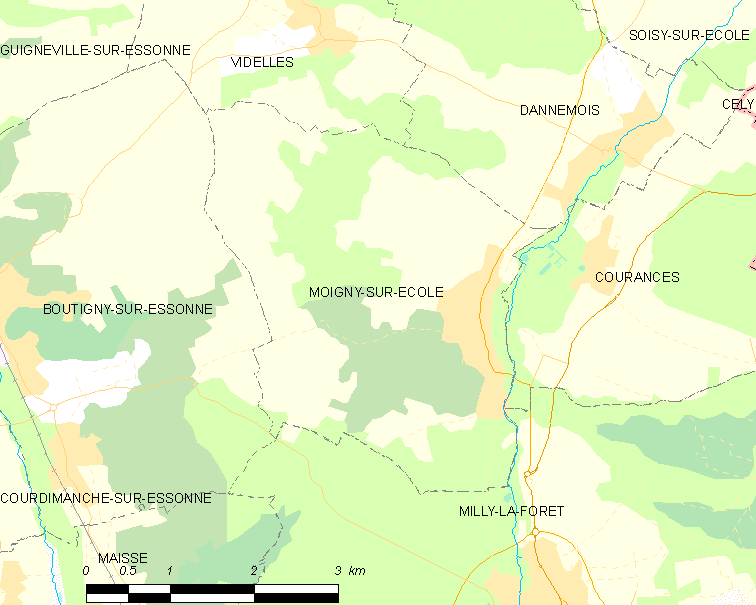
埃科勒河畔穆瓦尼的OSM定位图

埃科勒河畔穆瓦尼的时区为UTC+01:00、UTC+02:00（夏令时）。

## 行政
埃科勒河畔穆瓦尼的邮政编码为91490，INSEE市镇编码为91408。

## 政治
埃科勒河畔穆瓦尼所属的省级选区为梅讷西县。

## 人口

1962-2008年间埃科勒河畔穆瓦尼人口变化图示

埃科勒河畔穆瓦尼于2022年1月1日时的人口数量为1311人。